# Плес (Бистриця-об-Сотлі)
Плес (словен. Ples) — поселення в общині Бистриця-об-Сотлі, Савинський регіон, Словенія. 
Висота над рівнем моря: 239,2 м.